# Район Мінамі (Хамамацу)
Райо́н Міна́мі (яп. 南区, みなみく, МФА: [mʲinamʲi ku̥]) — район міста Хамамацу префектури Сідзуока в Японії.  Площа становить 47,02 км². Станом на 1 серпня 2011 року населення складало 102 413  осіб, густота населення — 2180 осіб/км².

Район було реорганізовано та об'єднано у новий район Чюо разом з іншими чотирма районами 1 серпня 2024 року.

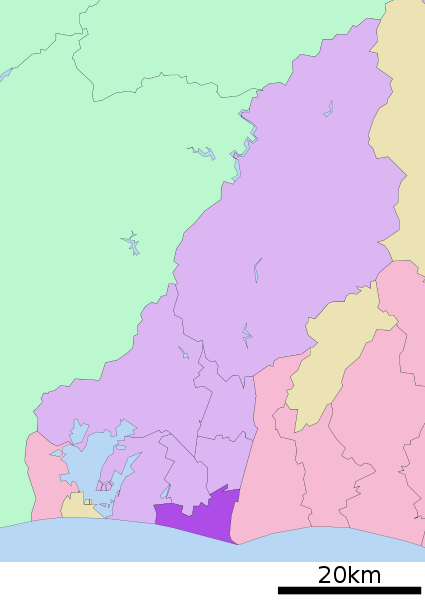